# Football Club Femminile Como 2000 2003-2004
Questa voce raccoglie le informazioni riguardanti il Football Club Femminile Como 2000 nelle competizioni ufficiali della stagione 2003-2004.

## Stagione
La stagione del Como 2000 si apre con la conferma del tecnico Dolores Prestifilippo alla guida della squadra. Nell'organico si segnala la perdita dell'attaccante Paola Brumana, trasferitasi al Foroni Verona, e l'arrivo della pari reparto Fortuna Illiano, di provenienza Fiammamonza. In rosa è presente anche l'azzurrina Under-19 Agnese Ricco. Gli incontri casalinghi vengono disputati al Centro sportivo comunale Belvedere di Como.
La prima parte del campionato si rivela difficile, con le lariane che dopo aver riposato alla 1ª giornata e vinto nettamente l'incontro inaugurale in trasferta con la neopromossa Reggiana per 4-1, faticano a uscire dalla parte bassa della classifica. La decisione della dirigenza di esonerare Prestifilippo in favore della Stefania Basilico, allenatrice della formazione Primavera, presa prima della fine della stagione di andata, e l'inserimento di quattro nuove giocatrici in arrivo dal Fiammamonza per integrare tutti i reparti, non cambia le sorti della squadra che, con nove sconfitte e soli tre pareggi, precipita al tredicesimo e ultimo posto. La sconfitta patita nella trasferta con l'Agliana del 17 aprile 2004, alla 24ª giornata, ne determina la matematica retrocessione in Serie A2.
In Coppa Italia, dopo essere entrata nel torneo a gennaio, al quarto turno, come tutte le squadre di Serie A, il Como 2000 si impone facilmente sul Sarzana 2000, formazione che disputa il campionato di due livelli inferiore, con il risultato di 10-0. Al turno successivo viene eliminato dal Torino, formazione che dopo gli inserimenti provenienti dalla A.D. Decimum Lazio, in crisi economica, inizia il percorso per sollevarsi dalle posizioni di rincalzo.

## Divise e sponsor
La tenuta da gioco è formata da maglia bianca, pantaloncini blu e calzettoni bianchi.
|  | 1ª divisa |

## Organigramma societario
- Presidente: Antonio Aquilini
- Allenatrice: Dolores Prestifilippo
- Allenatrice formazione Primavera: Stefania Basilico

## Rosa
| N. |                   | Ruolo | Calciatrice         |
| -- | ----------------- | ----- | ------------------- |
|    | Italia (bandiera) | P     | Maria Elena Bassano |
|    | Italia (bandiera) | P     | Simona Neotti       |
|    | Italia (bandiera) | D     | Elena Cecchetto     |
|    | Italia (bandiera) | D     | Ada Motti           |
|    | Italia (bandiera) | D     | Lucia Motti         |
|    | Italia (bandiera) | D     | Elena Rodolfi       |
|    | Italia (bandiera) | C     | Gloria Lanzani      |
|    | Italia (bandiera) | C     | Michela Pellizzoni  |
|    | Italia (bandiera) | C     | Barbara Testa       |
|    | Italia (bandiera) | C     | Laura Zarra         |

| N. |                   | Ruolo | Calciatrice       |
| -- | ----------------- | ----- | ----------------- |
|    | Italia (bandiera) | A     | Monica Carminati  |
|    | Italia (bandiera) | A     | Fortuna Illiano   |
|    | Italia (bandiera) | A     | Monica Mancini    |
|    | Italia (bandiera) | A     | Debora Novelli    |
|    | Italia (bandiera) | A     | Agnese Ricco      |
|    | Italia (bandiera) | A     | Carmela Zicolella |
|    | Italia (bandiera) | ?     | ?. Moscatelli     |
|    | Italia (bandiera) | ?     | ?. Romani         |
|    | Italia (bandiera) | ?     | ?. Palermo        |

## Calciomercato

### Sessione estiva
| Acquisti | Acquisti        | Acquisti    | Acquisti   |
| R.       | Nome            | da          | Modalità   |
| -------- | --------------- | ----------- | ---------- |
| A        | Fortuna Illiano | Fiammamonza | svincolata |

| Cessioni | Cessioni      | Cessioni      | Cessioni   |
| R.       | Nome          | a             | Modalità   |
| -------- | ------------- | ------------- | ---------- |
| A        | Paola Brumana | Foroni Verona | definitivo |

### Sessione invernale
| Acquisti | Acquisti            | Acquisti    | Acquisti   |
| R.       | Nome                | da          | Modalità   |
| -------- | ------------------- | ----------- | ---------- |
| P        | Maria Elena Bassano | Fiammamonza | svincolata |
| D        | Elena Rodolfi       | Fiammamonza | svincolata |
| C        | Gloria Lanzani      | Fiammamonza | svincolata |
| A        | Debora Novelli      | Fiammamonza | svincolata |

| Cessioni | Cessioni          | Cessioni | Cessioni   |
| R.       | Nome              | a        | Modalità   |
| -------- | ----------------- | -------- | ---------- |
| A        | Carmela Zicolella |          | svincolata |

## Risultati

### Serie A

#### Girone di andata
13 settembre 2003, 1ª giornata: il Como 2000 riposa.
| Reggio Emilia 20 settembre 2003, ore 15:00 CEST 2ª giornata | Reggiana | 1 – 4 | Como 2000 | Stadio Crocetta Canalina |

| Arbitro: | Rinaldi (Milano) |

|            |           |                                    |
| Romani 41’ | Marcatori | 21’, 56’, 83’ Guarino 49’ Pedersen |

| Verona 11 ottobre 2003, ore 15:30 CEST 4ª giornata | Foroni Verona | 4 – 0 | Como 2000 |  |

| Como 1º novembre 2003, ore 14:30 CEST 5ª giornata | Como 2000 | 1 – 1     | A.D. Decimum Lazio | Centro sportivo comunale Belvedere |
| \| \| \| \| \| \| Marcatori \| 90+4’ ??? \|       |           |           |                    |                                    |
|                                                   |           |           |                    |                                    |
|                                                   | Marcatori | 90+4’ ??? |                    |                                    |

| Arbitro: | Negrinelli (Lovere) |

|                       |           |  |
| Novelli 49’ Greco 86’ | Marcatori |  |

| Como 15 novembre 2003, ore 14:30 CET 7ª giornata | Como 2000 | 2 – 0 | Torino | Centro sportivo comunale Belvedere |

| Calmasino, Bardolino 22 novembre 2003, ore 14:30 CET 8ª giornata | Bardolino Verona 83 | 4 – 1 | Como 2000 | Stadio comunale Belvedere |

| Como 29 novembre 2003, ore 14:30 CEST 9ª giornata | Como 2000 | 1 – 1 | Vallassinese Holcim | Centro sportivo comunale Belvedere |

| 6 dicembre 2003, ore 14:30 CET 10ª giornata | Bergamo R | 4 – 0 | Como 2000 |  |

| Arbitro: | Caratenuto |

|  |           |                                         |
|  | Marcatori | 17’, 26’ Tardelli 35’ Fuselli 45’ Baldi |

| Arbitro: | Lazzaretto (Schio) |

|             |           |         |
| Bologna 44’ | Marcatori | 2t’ ??? |

| Como 10 gennaio 2004, ore 14:30 CET 13ª giornata | Como 2000 | 0 – 1 | ACF Milan | Centro sportivo comunale Belvedere |

#### Girone di ritorno
17 gennaio 2004, 14ª giornata: il Como 2000 riposa.
| Arbitro: | Bissacco (Milano) |

|                          |           |                 |
| Mancini 47’ L. Motti 71’ | Marcatori | 24’, 35’ Prandi |

| Sassari 31 gennaio 2004, ore 14:30 CET 16ª giornata                                                         | Torres Terra Sarda | 6 – 1 referto | Como 2000 | Stadio comunale Latte Dolce |
| \| \| \| \| \| Ceroni 20’ Marchio 38’ Tona 61’ Pedersen 73’, 74’ Guarino 79’ \| Marcatori \| 48’ Novelli \| |                    |               |           |                             |
| |                    |               |           |                             |
| Ceroni 20’ Marchio 38’ Tona 61’ Pedersen 73’, 74’ Guarino 79’                                               | Marcatori          | 48’ Novelli   |           |                             |

| Como 7 febbraio 2004, ore 14:30 CET 17ª giornata | Como 2000 | 0 – 2 | Foroni Verona | Centro sportivo comunale Belvedere |

| 21 febbraio 2004, ore 15:00 CET 18ª giornata | A.D. Decimum Lazio | 2 – 0 | Como 2000 |  |

| Como 28 febbraio 2004, ore 15:30 CET 19ª giornata | Como 2000           | 0 – 0 referto | Fiammamonza | Centro sportivo comunale Belvedere\| Arbitro: \| Gallione (Collegno) \| |
| Arbitro:                                          | Gallione (Collegno) |               |             |                                                                         |

| 6 marzo 2004, ore 15:00 CET 20ª giornata | Torino | 7 – 1 | Como 2000 |  |

| Como 7 aprile 2004, ore 18:00 CEST 21ª giornata | Como 2000 | 1 – 1 | Bardolino Verona 83 | Centro sportivo comunale Belvedere |

| 27 marzo 2004, ore 15:00 CET 22ª giornata | Vallassinese Holcim | 2 – 1 | Como 2000 |  |

| Como 3 aprile 2004, ore 16:00 CEST 23ª giornata | Como 2000 | 1 – 4 | Bergamo R | Centro sportivo comunale Belvedere |

| Arbitro: | D'Ascoli (Arezzo) |

|                        |           |                          |
| Tardelli 12’, 73’, 83’ | Marcatori | 20’ Novelli 68’ Iulliano |

| Arbitro: | Pizzi (Saronno) |

|                       |           |                                  |
| Illiano 13’ Ricco 62’ | Marcatori | 3’ Bologna 45’ Simonato 73’ José |

| 8 maggio 2004, ore 16:00 CEST 26ª giornata | ACF Milan | 4 – 0 | Como 2000 |  |

### Coppa Italia
| 6 gennaio 2004, ore 14:30 CET Quarto turno | Sarzana 2000 | 0 – 10 | Como 2000 |  |

| Como 14 febbraio 2004, ore 14:30 CET Quinto turno | Como 2000 | 2 – 3 | Torino | Centro sportivo comunale Belvedere |

## Statistiche

### Statistiche di squadra
| Competizione | Punti | In casa | In casa | In casa | In casa | In casa | In casa | In trasferta | In trasferta | In trasferta | In trasferta | In trasferta | In trasferta | Totale | Totale | Totale | Totale | Totale | Totale | DR  |
| Competizione | Punti | G       | V       | N       | P       | Gf      | Gs      | G            | V            | N            | P            | Gf           | Gs           | G      | V      | N      | P      | Gf     | Gs     | DR  |
| ------------ | ----- | ------- | ------- | ------- | ------- | ------- | ------- | ------------ | ------------ | ------------ | ------------ | ------------ | ------------ | ------ | ------ | ------ | ------ | ------ | ------ | --- |
| Serie A      | 12    | 12      | 1       | 5       | 6       | 11      | 23      | 12           | 1            | 1            | 10           | 11           | 40           | 24     | 2      | 6      | 16     | 23     | 64     | -41 |
| Coppa Italia | -     | 1       | 0       | 0       | 1       | 2       | 3       | 1            | 1            | 0            | 0            | 10           | 0            | 2      | 1      | 0      | 1      | 12     | 3      | +9  |
| Totale       | -     | 13      | 1       | 5       | 7       | 13      | 26      | 13           | 2            | 1            | 10           | 21           | 40           | 26     | 3      | 6      | 17     | 35     | 67     | -32 |

### Andamento in campionato
| Giornata  | 1 | 2 | 3 | 4 | 5 | 6  | 7 | 8 | 9 | 10 | 11 | 12 | 13 | 14 | 15 | 16 | 17 | 18 | 19 | 20 | 21 | 22 | 23 | 24 | 25 | 26 |
| --------- | - | - | - | - | - | -- | - | - | - | -- | -- | -- | -- | -- | -- | -- | -- | -- | -- | -- | -- | -- | -- | -- | -- | -- |
| Luogo     | - | T | C | T | C | T  | C | T | C | T  | C  | T  | C  | -  | C  | T  | C  | T  | C  | T  | C  | T  | C  | T  | C  | T  |
| Risultato | - | V | P | P | N | P  | V | P | N | P  | P  | N  | P  | -  | N  | P  | P  | P  | N  | P  | N  | P  | P  | P  | P  | P  |
| Posizione | - |   |   |   |   | 10 |   |   |   |    |    |    | 11 | -  |    |    |    |    |    |    |    | 13 | 13 | 13 | 13 | 13 |

Legenda:

Luogo: C = Casa; T = Trasferta. Risultato: V = Vittoria; N = Pareggio; P = Sconfitta.

### Statistiche delle giocatrici
| Giocatore    | Serie A  | Serie A | Serie A     | Serie A    | Coppa Italia | Coppa Italia | Coppa Italia | Coppa Italia | Totale   | Totale | Totale      | Totale     |
| Giocatore    | Presenze | Reti    | Ammonizioni | Espulsioni | Presenze     | Reti         | Ammonizioni  | Espulsioni   | Presenze | Reti   | Ammonizioni | Espulsioni |
| ------------ | -------- | ------- | ----------- | ---------- | ------------ | ------------ | ------------ | ------------ | -------- | ------ | ----------- | ---------- |
| A. Ricco     | ?        | ?       | ?           | ?          | ?            | ?            | ?            | ?            | ?        | ?      | ?           | ?          |
| C. Zicolella | ?        | ?       | ?           | ?          | ?            | ?            | ?            | ?            | ?        | ?      | ?           | ?          |